# I. e. 176
Évszázadok: i. e. 3. század – i. e. 2. század – i. e. 1. század
Évtizedek: i. e. 220-as évek – i. e. 210-es évek – i. e. 200-as évek – i. e. 190-es évek – i. e. 180-as évek – i. e. 170-es évek – i. e. 160-as évek – i. e. 150-es évek – i. e. 140-es évek – i. e. 130-as évek – i. e. 120-as évek
Évek: i. e. 181 – i. e. 180 – i. e. 179 – i. e. 178 –  i. e. 177 – i. e. 176 – i. e. 175 – i. e. 174 – i. e. 173 – i. e. 172 – i. e. 171

## Események

### Róma
- Cnaeus Cornelius Scipio Hispallust és Quintus Petillius Spurinust választják consulnak. Cn. Cornelius egy baleset miatt részben megbénul, majd hamarosan meghal. Helyére Caius Valerius Laevinust nevezik ki.
- Az előző évi consul, C. Claudius visszafoglalja Mutinát a lázadó liguroktól. Ezután a két új consul veszi át a harc folytatását, ám a csata előtt felderítésre indult Q. Petiliust a ligurok egy hajítódárdával megölik.
- Tiberius Sempronius Gracchus proconsul teljesen leveri a szardíniaiak lázadását és adójukat kétszeresére növeli.

### Hellenisztikus birodalmak
- Meghal I. Kleopátra özvegy egyiptomi királyné és régens. Fia, a még kiskorú VI. Ptolemaiosz helyett Eulaiosz és Lénaiosz eunuchok kormányoznak.

### Parthia
- Meghal Phriaphatiosz pártus király. Utóda fia, I. Phraatész, aki hamarosan támadásokat intéz a Szeleukida Birodalom ellen.

## Halálozások
- I. Kleopátra, egyiptomi királyné
- Phriaphatiosz, pártus király